# Мечеть Ахмеда-паши Караманли
Мечеть Ахмеда-паши Караманли (араб. جامع أحمد باشا القرمانلية‎) — мечеть в столице Ливии. Мечеть была построена в середине XVIII века. Считается одной из самых известных и красивых мечетей Триполи.

## История
Строительство мечети началось в 1736 году по инициативе правителя Ливии Ахмеда-паши Караманли, в честь которого в дальнейшем она и получила своё название.  
В 2014 году в ходе гражданской войны в Ливии мечеть подверглась нападению и разграблению со стороны повстанцев. Во время нападения керамическая плитка и мраморные украшения были повреждены. Нападение на мечеть Ахмеда-паши Караманли было осуждено ЮНЕСКО.

## Описание
Мечеть расположена в Триполи у входа на центральный рынок. Является частью более крупного комплекса, который включает в себя медресе и гробницы членов династии Караманли. Богато украшенная мечеть построена в мавританском стиле. Имеет квадратную форму, три входа во внутренний двор. Они идут через портик состоящий из 16 колон. У мечети 25 маленьких куполов и 1 восьмиугольный минарет в типично турецком стиле.